# Sigma d'Aquari
Sigma d'Aquari (σ Aquarii) és una estrella binària de la constel·lació d'Aquari, situada a uns 265 anys llum de la Terra.
Sigma d'Aquari és una binària astromètrica. La component visible és una subgegant blanca del tipus A de la magnitud aparent +4,82. El període orbital de la binària és de 654 dies.